# Флора и фауна на Бразилия
| Папагалът ара е бразилски ендемит. Страната има една от най-разнообразните популации от птици и земноводни в светаSilvano, Débora L и др. Conservação de anfíbios no Brasil // Megadiversidade (1). юли 2005. Посетен на 25 февруари 2010. (на португалски)Marini, Miguel A и др. Conservação de aves no Brasil // Megadiversidade (1). юли 2005. Посетен на 25 февруари 2010. (на португалски) |  | [[Image:Amazonie.jpg\|180px\|alt=Амазония е най-богатата и биоразнообразна екваториална гора в света | Амазония е най-богатата и биоразнообразна екваториална гора в света]] |
| Папагалът ара е бразилски ендемит. Страната има една от най-разнообразните популации от птици и земноводни в света |  | Амазония е най-богатата и биоразнообразна екваториална гора в света                                  |                                                                       |

Голямата територия на Бразилия обхваща различни природногеографски области, като Амазония, смятана за биологически най-разнообразната в света или Атлантическата гора и бразилската савана Серадо, които също имат голямо биологично разнообразие. По тази причина Бразилия се е утвърдила като мегаразнообразна страна. На юг Араукарската гора расте в условията на субтропичния климат.
Богатата дива природа на Бразилия отразява разнообразието на естествени местообитания (хабитати). Учените смятат, че общият брой на видовете растения и животни в Бразилия е около четири милиона. Сред представителите на големите бозайници могат да се изброят пумата, ягуара, оцелота. Сред редките са храстовото куче, лисицата, белобърнестото пекари, бразилският тапир, мравояда, ленивеца, скункса и броненосеца. В южната част елените са в изобилие, а в екваториалните гори на север могат да се видят много видове широконоси маймуни.
Бразилското природно наследство е сериозно застрашено от дейността на човека и по-конкретно от животновъдството, земеделието, дърводобива, минното дело, миграциите, свръхдобива на енергийни източници, като нефт и природен газ, свръхулова, незаконната търговия с диви животни и растения, язовирите и инфраструктурата, замърсяването на водата, климатичните промени, пожарите и инвазивните видове. Строителството на автомобилни пътища в горите улеснява достъпа до някога отдалечени райони, в които вече може да се развиват селското стопанство и търговията. Строителството на язовири води до наводняването на равнини и природни местообитания, а мините оставят неизлечими белези на земната повърхност и замърсяват пейзажа. През последните години грижите за природата нарастват, в отговор на световния интерес към проблемите на околната среда.